# Плеоцитоза лимфоцита
Плеоцитоза лимфоцита (ПЛ) неуролошко је стање са ненормално повећаним бројем лимфоцита у цереброспиналној течности. Најчешће настаје као последица асептичног, вирусима изазваног менингитиса или енцефалитиса. Ово стање заправо је један од облик плеоцитозе или повећања укупног броја ћелија у ликвору. Карактерише се клиничком сликом у којој пацијент има главобољу (по типу мигрене) појаву изузетно реактивних форми лимфоцитних ћелија у кичменој течности, чији број је увек већи од 5 µL).
Док лимфоцити чине отприлике четвртину свих белих крвних ћелија у телу, они су генерално малобројни у цереброспиналној течности. Нормалан број лимфоцитних ћелија у кичменој течности је ≤ 5 µL (углавном 70-100% су лимфоцити, а 0-30% моноцити) У плеоцитицитози, број лимфоцита може да се увећа на више од 1.000 ћелија по mm³. Повећање броја белих крвних зрнаца често прати повећање концентрације протеина и других типова ћелија.
Плеоцитоза лимфоцита, јавља се често, удружена са бројним, пролазним, неуролошким поремећајима, који укључују и сензомоторну амнезију, афазију и друге неуролошке симптоме.

## Историја
Одређивање лимфоцита у плеоцитози постало је могуће тек са открићем дијагностичке лумбалне пункције и технологије потребне за анализу цереброспиналне течности (ликвора) уз помоћ микробиолошких, биохемијских и имунолошких тестова.
Иако су прве лумбалне пункције изведена крајем 19. века, тестови за откривање повишеног ниво лимфоцита у оквиру централног нервног система били су доступни тек много година касније.
Без савремена лумбална пункција данас је незамисливо тестирање ликвора и лимфоцита у њему које се користи за дијагнозу или искључивање одређени инфективних и неинфективних болести у централном нервном сиситему, као што је то нпр. менингитис или плеоцитоза лимфоцита.

## Етиопатогенеза
Узроци асептичног менингитиса могу бити инфективне (нпр. рикеције, спирохете, паразити) или неинфективни (нпр. унутарлобањски тумори и цисте, лекови, системске болести) природе.
Инфективни аспетички мемнингитис
Највећи број случајева асептичног менингитиса последица је ентеровируса, укључујући ехо и коксаккиа вирусе. Чест узрочник је и вирус мумпса, широко распрострањен у свету. 
Ентеровируси и вирус мумпса улазе у организам преко респираторног или дигестивног тракта хематогено се затим шире крвотоком.
Бактерије такође могу узроковати асептични менингитис; у такве спадају спирохете (сифилис, лакмска борелиоза, лептоспироза) и рикеције (тифус, пегава грозница Стењака или ерлихиоза). Абнормалности у ликвору могу бити пролазне или хроничне.
Поједине бактеријске инфекције као што су мастоидитис, синуситис, апсцес мозга и инфективни ендокардитис могу произвести у ликвору промене карактеристичне за асептични менингитис. Наиме широко распрострањена упала доводи до васкулитиса који изазива плеоцитозу без бактерија у ликвору.
Неинфективни аспетички мемнингитис
Неинфективни узроци упале можданих овојница су неопластична инфилтрација, цурење садржаја интракранијалних цисти, интратекална примена лекова, тровање оловом и радиоактивним материјама.
Ређе упала настаје након системске примене неких лекова, вероватно услед реакције преосетљивости. Такву упалу најчешће узрокује нестероидни антиинфламаторни лек (посебно ибупрофен), антимикробни лекови (најчешће сулфа препарати) као и имуномодулатори (нпр. ИВ имуноглобулини, ОКТ3 моноклонска антитела, циклоспорин, вакцине).

## Болести
Истраживање су пронашла присуство плеоцитозе лимфоцита у ликвору следећим болестима:

### Асептични менингитис
Асептични менингитис је упала менингеалних овојница са лимфоцитном плеоцитозом у ликвору код које се после рутинских бојења и култура ликвора није пронађен јасан узрок болести. Најчешћи узрочници асептичног менингитиса су вируси.

### Псеудомигренични облик плоцитозе
Већи број студије спроведен је са циљем да се утврди повезаност између псеудомиграине и лимфоцитне плеоцитозе. Псеудомигрену карактерише умерена или јака, пулсирајући главобоља праћена пролазним неуролошким симптомима и лимпфоцитна плеоцитоза. Овај облик мигреничних епизоде карактерише се самоограничавајућим понављањем.
У неким студија утврђена је појава псеудомигрене код појединци у распону од око 15 до 40 година старости, нешто чешће код мушкарца. После сваке мигренозне епизоду, пацијенти без симптома. Готово сви физиолошки и радиолошки тестови (ЕЕГ, ЦТ, МРИ) су начелно у границама нормале. Међутим, 30 од 42 пацијената (у наведеним студијама) имао је абнормалне ЕЕГ налаз.
У другој студији, пацијенти са псеудомигреном имали су повишен ниво лимфоцитне плеоцитоза са свакиом псеудомигренозном епизодом.

## Дијагноза
У дијагнози на асептични менингитис треба посумњати код сваког болесника са температуром, главобољом и менингеални знаковима.
- ЦТ или МР главе потребно је урадити пре лумбалне пункције ако се сумња на туморску масу (нпр. код жаришног неуролошког испада или едема папиле).
- Измерен притисак ликвора је мање или више повишен уз присуство 10 до > 1000 лимфоцита у μL.
- Понекад, у првим сатима развоја вирусног менингитиса, може бити присутан мањи број неутрофила.
- Ниво глукозе у ликвору је нормалан, а протеина нормална или умерено повишена.
- Ради идентификације вирусног узрочника обично се врши ПЦР ликвора.
- Дијагноза Моларетова менингитиса поставља се ПЦР анализом за херпес тип 2 ДНК.
- Дијагноза асептичног менингитиса узрокованог лековима поставља се искључивањем других узрочника.
- Потребно је извршити дијагностичке тестове на клинички сумњиве узрочнике (нпр. рикецијске инфекције, лајмску борелиозу, сифилис).

## Симптоми
Симптоми асептичног менингитиса су висока телесна температура, главобоља и позитивни менингеални знаци. Вирусни менингитис асептични најчешће пролази спонтано.

## Терапија
Терапија асептичког менингитиса са плеоцитозом лимфоцита најчешће је симптоматска.
- Како је код већине пацијената дијагноза јасна лечење захтева само довољну хидратацију (унос течности), примену аналгетика и антипиретика.
- Ако се не могу искључити листеријски или делимично лечен, или рани бактеријски менингитис, у зависности од резултата култура и поновних анализа ликвора, дају се антибиотици, ефикасни против бактеријског менингитиса.
- Медикаментнима настао асептични менингитис лечи се укидањем узрочног лека.

## Напомена
1. ↑  Једино у САД због масовне вакцинације, случајеви менингитиса узрокованог вирусом мумпса су ретки.